# Галимир Пехливанов
Галимир Стоянов Пехливанов е български офицер, генерал-лейтенант.

## Биография
Роден е на 19 октомври 1956 г. в бургаското село Караново. През 1975 г. завършва ТМТ (Техникум по механо техника) в Бургас. През 1979 г. завършва Висшето народно военно училище „Васил Левски“ във Велико Търново с профил „танкови войски – строеви“ (Гражданска специалност – инженер – двигатели с вътрешно горене). Започва службата си като командир на разузнаветелен танков взвод в разузнавателната рота на 24 Т бр., с. Лозово, Бургаско. От 1981 до 1984 г. е командир на танкова рота във 2 тб, 24 Т бр., Айтос. През 1986 г. завършва Военната академия в София. След това до 1989 г. е командир на танков батальон в 24 танкова бригада, Айтос. Между 1989 и 1993 г. е началник на Оперативната отделение на 24 танкова бригада. От 1993 до 1995 е командир на 53 мотострелкови полк в гр. Средец (Грудово). В периода 1995 – 1996 г. е заместник-командир на двадесет и четвърта танкова бригада. През 1997 г. завършва Генералщабна академия в Москва. След това е назначен за командир на тринадесета танкова бригада, базирана в Сливен. Остава на този пост до 2002 г. На 6 юни 2002 г. е назначен за командир на 61-ва механизирана бригада, Карлово и удостоен с висше военно звание бригаден генерал. На 25 април 2003 г. е освободен от длъжността командир на 61-ва механизирана бригада и назначен за командир на Командването на Оперативните сили (наследник на 2-ра Българска армия), Пловдив.
На 3 май 2004 г. е освободен от длъжността командир на Командването на оперативните сили и назначен за началник на Главното оперативно управление в Генералния щаб на Българската армия. На 4 май 2005 г. е освободен от длъжността началник на Главно оперативно управление в Генералния щаб на Българската армия. През 2006 г. завършва Университета по национална отбрана във Вашингтон.
На 25 април 2006 г. е назначен за заместник-началник на Генералния щаб по операциите и подготовката, считано от 1 юни 2006 г. и удостоен с висше офицерско звание генерал-майор. На 26 април 2007 г. е удостоен с висше офицерско звание генерал-лейтенант. На 21 април 2008 г. е освободен от длъжността заместник-началник на Генералния щаб на Българската армия по операциите и подготовката и назначен за заместник-началник на Генералния щаб на Българската армия по операциите и подготовката, и командващ Съвместното оперативно командване, считано от 1 юни 2008 г.
На 1 юли 2009 г. е освободен от длъжността заместник-началник на Генералния щаб на Българската армия по операциите и подготовката и командващ Съвместното оперативно командване и назначен за представител на началника на отбраната във Военния комитет на Европейския съюз. На 2 юли 2009 г. е награден с орден „За военна заслуга“ първа степен за големите му заслуги за развитието и укрепването на Българската армия, за проявен професионализъм при организирането и успешното участие на подразделения и военнослужещи от Българската армия в мироопазващи, миротворчески и хуманитарни операции в различни райони на света, за дългогодишна и безупречна служба в Българската армия и принос за поддържане на националната сигурност на Република България.
На 12 март 2010 е освободен от длъжността представител на началника на отбраната във Военния комитет на Европейския съюз и назначен за военен представител на началника на отбраната във Военния комитет на НАТО и във Военния комитет на Европейския съюз. С указ № 172 от 23 септември 2015 г. генерал-лейтенант Галимир Пехливанов е освободен от длъжността „военен представител на началника на отбраната във Военния комитет на НАТО и във Военния комитет на Европейския съюз“ и от военна служба, считано от 19 октомври 2015 г.
С указ № 210 от 21 август 2018 година е награден с Орден „За военна заслуга“ I степен „за големите му заслуги за развитието и укрепването на Българската армия, за дългогодишната му и безупречна служба и за приноса му за националната сигурност на Република България“.

## Образование
- Техникум по механотехника, Бургас – до 1975 г.
- Висше народно военно училище „Васил Левски“, „танкови войски – строеви“ – 1975 – 1979
- Военна академия „Г.С.Раковски“ – до 1986 г.
- Академия на Генералния щаб на армията на Руската федерация – до 1997 г.
- Университет по национална отбрана във Вашингтон – до 2006 г.

## Военни звания
- Лейтенант (1979)
- Старши лейтенант (1982)
- Капитан (1986)
- Майор (1991)
- Подполковник (1994)
- Полковник (1997)
- Бригаден генерал (6 юни 2002)
- Генерал-майор (2 май 2006)
- Генерал-лейтенант (26 април 2007)

## Награди
- Ордени „За военна заслуга“ I степен (2 юли 2009 г. и 21 август 2018 г.)